# Ankan
Ankan (japonsky 安閑 天皇; Ankan tennó) byl v pořadí 27. císařem Japonska. Data narození, úmrtí a vlády nejsou přesně určena, spíš se pouze předpokládá, že vládl v letech 531–536.
Ankan byl starším synem císaře Keitaie. Když bylo Ankanovi 66 let, jeho otec odstoupil trůn ve prospěch svého syna. Čtyři roky po usednutí na trůn Ankan zemřel.